# Episymploce quadripunctata
Episymploce quadripunctata är en kackerlacksart som först beskrevs av Hanitsch 1915.  Episymploce quadripunctata ingår i släktet Episymploce och familjen småkackerlackor. Inga underarter finns listade i Catalogue of Life.